# Thiên văn học

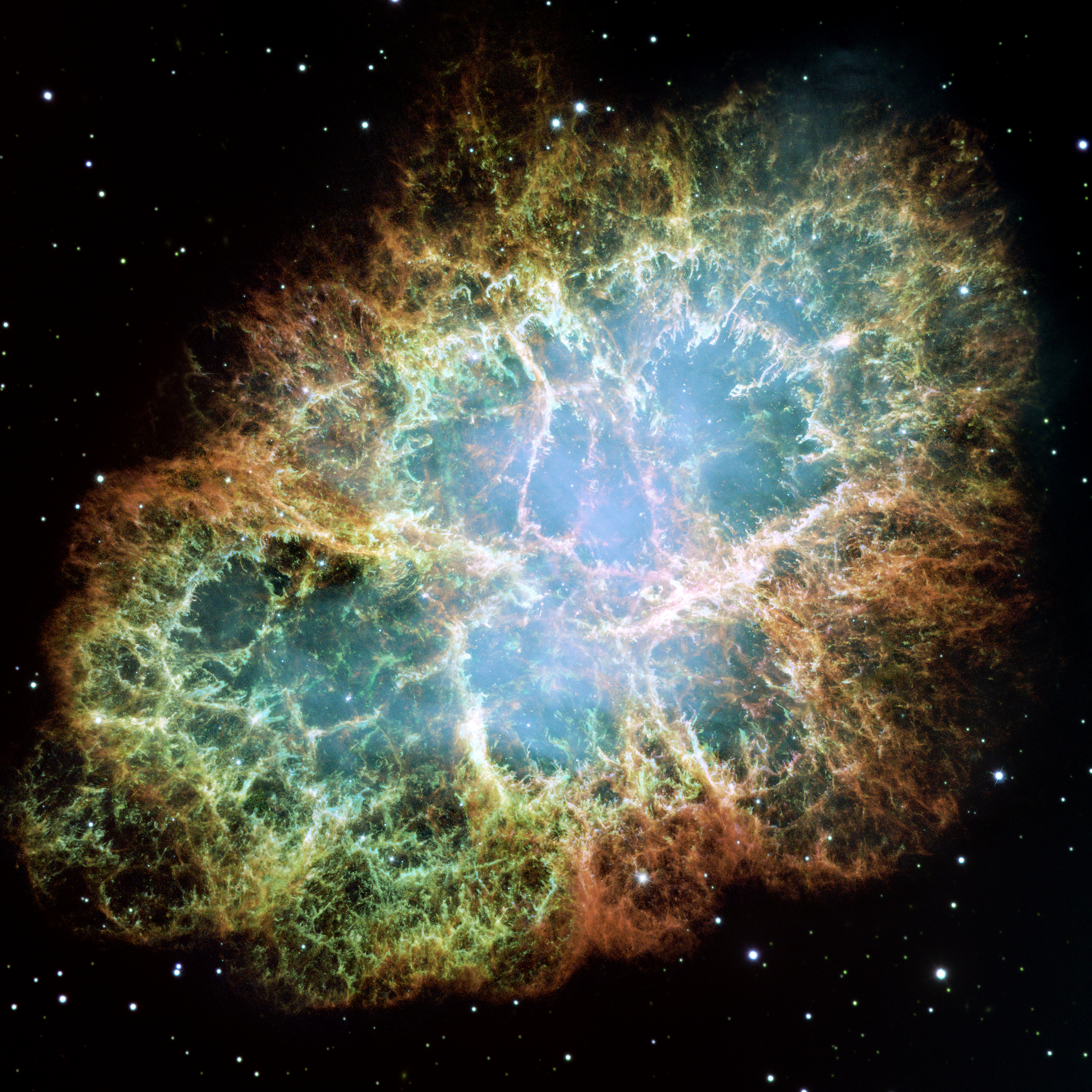
Tinh vân Con Cua, một tàn tích siêu tân tinh do Kính viễn vọng không gian Hubble chụp.

Thiên văn học (tiếng Hy Lạp: ἀστρονομία, đã Latinh hoá: astronomía, nghĩa đen là khoa học nghiên cứu quy luật của các vì sao) là một ngành khoa học tự nhiên nghiên cứu những thiên thể (như các ngôi sao, hành tinh, sao chổi, tinh vân, quần tinh, thiên hà) và các hiện tượng có nguồn gốc bên ngoài vũ trụ (như bức xạ nền vũ trụ). Nó nghiên cứu sự phát triển, tính chất vật lý, hóa học, khí tượng học, và chuyển động của các vật thể vũ trụ, cũng như sự hình thành và phát triển của vũ trụ.
Thiên văn học là một trong những ngành khoa học hiện đại nhất. Các nhà thiên văn học của những nền văn minh đầu tiên đã tiến hành những cuộc quan sát có phương pháp bầu trời đêm, và các dụng cụ thiên văn học đã được tìm thấy từ những giai đoạn còn sớm hơn nữa. Tuy nhiên, sự xuất hiện của kính viễn vọng là thời điểm thiên văn học bắt đầu bước vào giai đoạn khoa học hiện đại. Về lịch sử, thiên văn học từng gồm cả các ngành đo sao, hoa tiêu thiên văn, quan sát thiên văn, làm lịch, và thậm chí cả chiêm tinh học, nhưng ngành thiên văn học chuyên môn hiện đại ngày nay thường chỉ có nghĩa vật lý học thiên thể.
Từ thế kỷ XX, lĩnh vực thiên văn học chuyên nghiệp được chia thành các nhánh quan sát và thực nghiệm. Thiên văn học quan sát chú trọng tới việc thu thập và phân tích dữ liệu, sử dụng các nguyên tắc cơ bản của vật lý. Thiên văn học lý thuyết định hướng theo sự phát triển các mô hình máy tính hay mô hình phân tích để miêu tả các vật thể và hiện tượng thiên văn. Hai lĩnh vực bổ sung cho nhau, thiên văn học lý thuyết tìm cách giải thích các kết quả quan sát, và việc quan sát lại thường được dùng để xác nhận các kết quả lý thuyết.
Các nhà thiên văn nghiệp dư đã đóng góp nhiều khám phá quan trọng cho thiên văn học, và thiên văn học là một trong số ít ngành khoa học nơi các nhà thiên văn nghiệp dư có thể đóng vai trò quan trọng, đặc biệt trong sự phát hiện và quan sát các hiện tượng thoáng qua. Thiên văn học cổ hay thậm chí thiên văn học cổ đại không nên bị nhầm lẫn với ngành chiêm tinh học, hệ thống niềm tin rằng những công việc của con người liên quan tới các vị trí của các vật thể vũ trụ. Dù hai lĩnh vực cùng có nguồn gốc chung và một phần phương pháp thực hiện (cụ thể, việc sử dụng lịch thiên văn), chúng là khác biệt. Năm 2009 đã được Liên Hợp Quốc coi là Năm Thiên văn học Quốc tế (IYA2009). Mục tiêu là tăng cường nhận thức và sự tham gia của mọi người vào thiên văn học.

## Từ nguyên
Từ thiên văn học (chữ Hán: 天文學) trong tiếng Việt được vay mượn từ tiếng Hán. Thiên 天 trong thiên văn học 天文學 có nghĩa là trời, bầu trời, còn văn 文 có nghĩa là hiện tượng, học 學 có nghĩa là ngành. Thiên văn học 天文學 nghĩa mặt chữ là ngành nghiên cứu về các hiện tượng trên bầu trời.

## "Thiên văn học" và "vật lý học thiên thể"
Nói chung, cả "thiên văn học" hay "vật lý học thiên thể" đều có thể được dùng để chỉ môn này. Dựa trên các định nghĩa chính xác của từ điển, "thiên văn học" để chỉ "việc nghiên cứu các vật thể và chủ đề bên ngoài khí quyển Trái Đất và các tính chất vật lý và hóa học của chúng" và "vật lý học thiên thể" để chỉ nhánh thiên văn học nghiên cứu "cách thức, các tính chất vật lý, và các quá trình động lực của các thiên thể và hiện tượng vũ trụ". Trong một số trường hợp, như trong phần giới thiệu của cuốn sách hướng dẫn Physical Universe (Vũ trụ Vật lý) của Frank Shu, "thiên văn học" có thể được sử dụng để miêu tả việc nghiên cứu định lượng của hiện tượng, trong khi "vật lý học thiên thể" được dùng để miêu tả vùng định hướng vật lý của hiện tượng. Tuy nhiên, bởi hầu hết các nhà thiên văn học hiện đại nghiên cứu các chủ đề liên quan tới vật lý, thiên văn học hiện đại thực tế có thể được gọi là vật lý học thiên thể. Nhiều cơ quan nghiên cứu chủ đề này có thể sử dụng "thiên văn học" và "vật lý học thiên thể", một phần dựa trên việc cơ quan của họ về lịch sử có liên quan tới một cơ sở vật lý hay không, và nhiều nhà thiên văn học chuyên nghiệp thực tế đều có bằng cấp vật lý. Một trong những tờ báo khoa học hàng đầu trong lĩnh vực có tên gọi Thiên văn học và Vật lý học thiên thể.

## Lịch sử

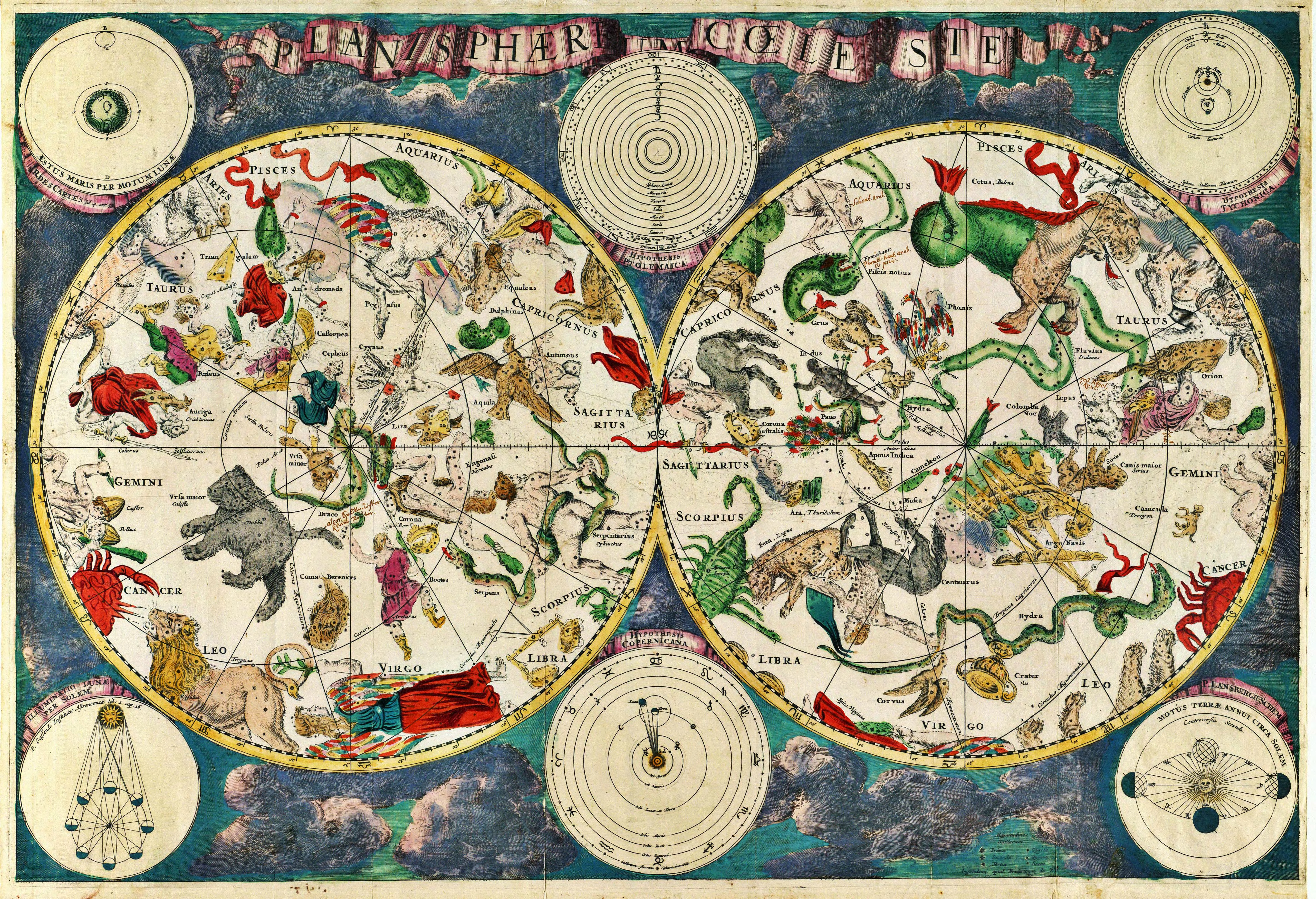
Một bản đồ bầu trời từ thế kỷ XVII, của nhà bản đồ người Hà Lan Frederik de Wit.

Buổi đầu, thiên văn học chỉ bao gồm việc quan sát và dự đoán các chuyển động của vật thể có thể quan sát được bằng mắt thường. Ở một số địa điểm, như Stonehenge, các nền văn hóa đầu tiên đã lắp dựng những dụng cụ quan sát to lớn có lẽ có một số mục đích thiên văn. Ngoài việc sử dụng trong nghi lễ, các đài quan sát thiên văn có thể được sử dụng để xác định mùa, một yếu tố quan trọng để biết thời điểm canh tác, cũng như biết được độ dài của năm.
Trước khi các dụng cụ như kính thiên văn được chế tạo việc nghiên cứu các ngôi sao phải được tiến hành từ các điểm quan sát thuận lợi có thể có, như các toà nhà cao và những vùng đất cao với mắt thường. Khi các nền văn minh phát triển, đáng chú ý nhất là Mesopotamia, Hy Lạp, Ai Cập, Ba Tư, Maya, Ấn Độ, Trung Quốc, Nubia và thế giới Hồi giáo, các cuộc quan sát thiên văn học đã được tổng hợp, và các ý tưởng về tính chất vũ trụ bắt đầu được khám phá. Hoạt động thiên văn học sớm nhất thực tế gồm vẽ bản đồ các vị trí sao và hành tinh, một ngành khoa học hiện được gọi là thuật đo sao. Từ các quan sát này, những ý tưởng đầu tiên về những chuyển động của các hành tinh được hình thành, và trạng thái của Mặt Trời, Mặt Trăng và Trái Đất trong vũ trụ đã được khám phá về mặt triết học. Trái Đất được cho là trung tâm của vũ trụ với Mặt Trời, Mặt Trăng và các ngôi sao quay quanh nó. Điều này được gọi là mô hình địa tâm.
Một số phát hiện thiên văn học đáng chú ý đã được thực hiện trước khi có kính viễn vọng. Ví dụ, sự nghiêng elip được ước tính từ ngay từ năm 1000 trước Công Nguyên bởi các nhà thiên văn học Trung Quốc. Người Chaldean đã phát hiện ra rằng nguyệt thực tái xuất hiện trong một chu kỳ lặp lại gọi là saros. Ở thế kỷ thứ II trước Công Nguyên, kích thước và khoảng cách của Mặt Trăng được Hipparchus và các nhà thiên văn học Ả Rập sau này ước tính. Thiên hà Tiên Nữ, thiên hà gần Ngân Hà nhất, được nhà thiên văn học người Ba Tư Azophi phát hiện năm 964 và lần đầu tiên được miêu tả trong cuốn sách Book of Fixed Stars (Sách về các định tinh) của ông. Siêu tân tinh SN 1006, sự kiện sao có độ sáng biểu kiến lớn nhất được ghi lại trong lịch sử, đã được nhà thiên văn học Ai Cập Ả Rập Ali ibn Ridwan và các nhà thiên văn học Trung Quốc quan sát năm 1006.
Thiết bị thiên văn học sớm nhất được biết là cơ cấu Antikythera, một thiết bị của người Hy Lạp cổ đại để tính toán các chuyển động của các hành tinh, có niên đại từ khoảng năm 150-80 trước Công Nguyên, và là tổ tiên sớm nhất của một máy tính tương tự thiên văn. Các thiết bị máy tính tương tự thiên văn giống như vậy sau này đã được các nhà thiên văn học Ả Rập và châu Âu sáng chế.
Trong thời Trung Cổ, việc quan sát thiên văn học hầu như đã bị ngưng trệ ở châu Âu Trung Cổ, ít nhất cho tới thế kỷ XIII. Tuy nhiên, thiên văn học đã phát triển mạnh ở thế giới Hồi giáo và các vùng khác trên thế giới. Một số nhà thiên văn học Ả Rập đáng chú ý từng thực hiện các đóng góp quan trọng cho ngành khoa học gồm Al-Battani, Thebit, Azophi, Albumasar, Biruni, Arzachel, trường Maragha, Qushji, Al-Birjandi, Taqi al-Din, và những người khác. Các nhà thiên văn học trong thời kỳ này đã đưa ra nhiều tên Ả Rập hiện vẫn được sử dụng cho các ngôi sao riêng biệt. Mọi người cũng tin rằng các tàn tích tại Đại Zimbabwe và Timbuktu có thể chứa đựng một đài quan sát thiên văn học. Người châu Âu trước kia từng tin rằng không hề có việc quan sát thiên văn học tại vùng Châu Phi hạ Sahara thời Trung Cổ tiền thuộc địa nhưng những phát hiện gần đây cho thấy điều trái ngược.

### Phát triển khoa học

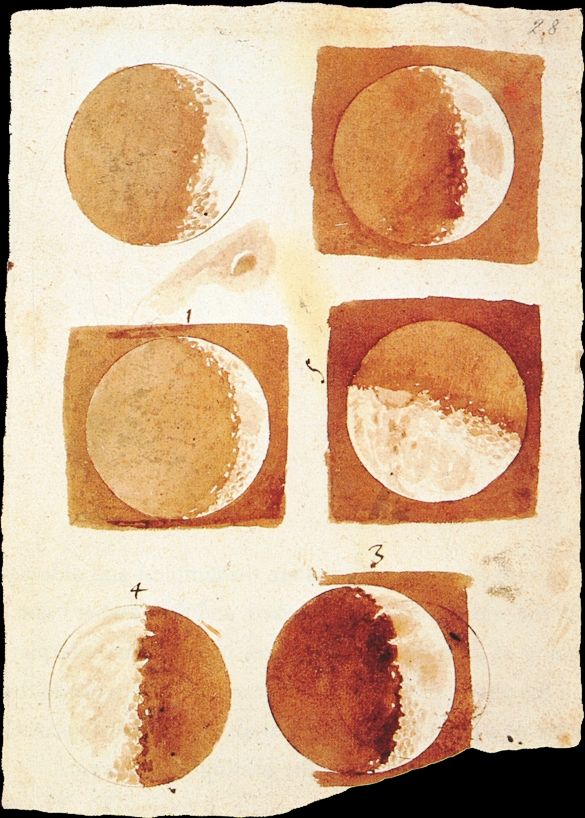
Phác hoạ và những quan sát Mặt Trăng của Galileo cho thấy một bề mặt nhiều đồi núi.

Trong thời Phục Hưng, Nicolaus Copernicus đã đề xuất một mô hình nhật tâm của hệ Mặt Trời. Đề xuất của ông đã được ủng hộ, mở rộng và sửa chữa bởi Galileo Galilei và Johannes Kepler. Những khám phá bởi kính viễn vọng của Galileo đã giúp đỡ rất nhiều cho những quan sát của ông.
Kepler là người đầu tiên sáng tạo một hệ thống miêu tả chính xác các chi tiết chuyển động của các hành tinh với Mặt Trời ở trung tâm. Tuy nhiên, Kepler không thành công trong việc lập ra một lý thuyết cho những định luật đã được ông viết ra. Phải tới khi Newton khám phá ra chuyển động thiên thể và luật hấp dẫn các chuyển động của hành tinh cuối cùng mới được giải thích. Newton cũng đã phát triển kính viễn vọng phản xạ.
Các khám phá thêm nữa đi liền với những cải thiện trong kích thước và chất lượng kính thiên văn. Các catalogue sao chi tiết hơn được Lacaille lập ra. Nhà thiên văn học William Herschel đã thực hiện một cataloge chi tiết về các cụm sao và tinh vân, và vào năm 1781 phát hiện ra hành tinh Sao Thiên Vương, hành tinh mới đầu tiên được tìm thấy. Khoảng cách tới một ngôi sao lần đầu tiên được thông báo năm 1838 khi thị sai của 61 Cygni được Friedrich Bessel đo đạc.
Trong thế kỷ mười chín, sự quan tâm tới vấn đề ba vật thể của Euler, Clairaut, và D'Alembert đã dẫn tới những dự đoán chính xác hơn về chuyển động của Mặt Trăng và các hành tinh. Công việc này được Lagrange và Laplace chỉnh sửa thêm nữa, cho phép tính toán cả trọng lượng của các hành tinh và vệ tinh trong các nhiễu loạn của chúng.
Những tiến bộ quan trọng trong thiên văn học đến cùng sự xuất hiện của kỹ thuật mới, gồm quang phổ và chụp ảnh. Fraunhofer đã phát hiện khoảng 600 băng trong quang phổ Mặt Trời năm 1814-15, mà, vào năm 1859, Kirchhoff quy cho sự hiện diện của những nguyên tố khác nhau. Các ngôi sao được chứng minh tương tự như Mặt Trời của Trái Đất, nhưng ở dải nhiệt độ, khối lượng và kích thước khác biệt.
Sự tồn tại của thiên hà của Trái Đất, Ngân Hà, như một nhóm sao riêng biệt, chỉ được chứng minh trong thế kỷ XX, cùng với sự tồn tại của những thiên hà "bên ngoài", ngay sau đó, sự mở rộng của vũ trụ, được quan sát thấy trong sự rời xa của hầu hết các thiên hà khỏi Ngân Hà. Thiên văn học hiện đại cũng đã khám phá nhiều vật thể kỳ lạ như các quasar, pulsar, blazar, và thiên hà vô tuyến, và đã sử dụng các quan sát đó để phát triển các lý thuyết vật lý miêu tả một số vật thể đó trong các thuật ngữ của các vật thể cũng kỳ lạ như vậy như các hố đen và sao neutron. Vật lý vũ trụ đã có những phát triển vượt bậc trong thế kỷ XX, với mô hình Big Bang được các bằng chứng thiên văn học và vật lý ủng hộ rộng rãi, như màn bức xạ vi sóng vũ trụ, định luật Hubble, và sự phong phú các nguyên tố vũ trụ.

## Thiên văn học quan sát

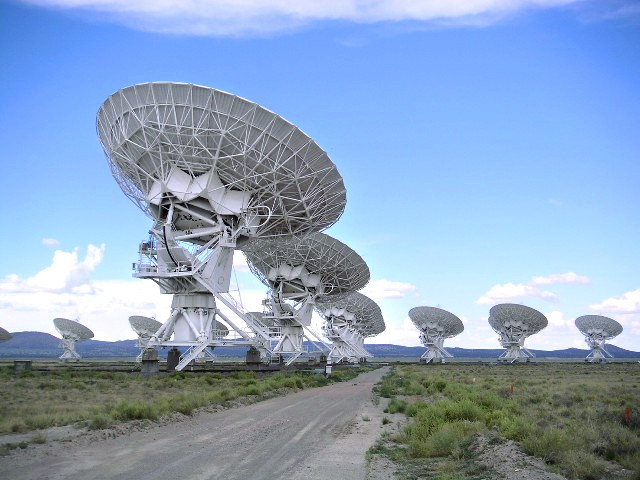
Mạng cực lớn tại New Mexico, một ví dụ về kính viễn vọng vô tuyến.

Trong thiên văn học, thông tin chủ yếu được tiếp nhận từ việc khám phá và phân tích ánh sáng nhìn thấy được hay các vùng khác của bức xạ điện từ. Thiên văn học quan sát có thể được phân chia theo vùng quan sát của quang phổ điện từ. Một số phần của quang phổ có thể được quan sát từ bề mặt Trái Đất, trong khi những phần khác chỉ có thể được quan sát từ các độ cao lớn hay từ vũ trụ. Thông tin đặc biệt về các lĩnh vực nhỏ đó được cung cấp ở dưới đây.

### Thiên văn vô tuyến
Thiên văn vô tuyến nghiên cứu bức xạ với các bước sóng lớn hơn hay xấp xỉ 1 milimét. Thiên văn vô tuyến khác biệt so với hầu hết các hình thức thiên văn học quan sát khác trong đó các sóng vô tuyến được quan sát có thể được coi là các sóng chứ không phải các photon riêng biệt. Vì thế, nó khá dễ dàng để đo cả biên độ và pha của các sóng vô tuyến, trong khi điều này không dễ thực hiện ở các bước sóng ngắn hơn.
Dù một số sóng vô tuyến được tạo ra bởi các vật thể thiên văn dưới hình thức phát xạ nhiệt, hầu hết phát xạ sóng vô tuyến được quan sát từ Trái Đất được thấy dưới hình thức bức xạ synchrotron, được tạo ra khi các electron dao động quanh các từ trường. Ngoài ra, một số lượng vạch quang phổ do khí liên sao tạo ra, đáng chú ý là vạch quang phổ hydro ở kích thước 21 cm, có thể được quan sát ở các bước sóng vô tuyến.
Rất nhiều vật thể có thể được quan sát ở các bước sóng vô tuyến, gồm siêu tân tinh, khí liên sao, các pulsar và các nhân thiên hà hoạt động.

### Thiên văn học hồng ngoại
Thiên văn học hồng ngoại chịu trách nhiệm thám sát và phân tích bức xạ hồng ngoại (các bước sóng dài hơn ánh sáng đỏ). Ngoại trừ các bước sóng gần ánh sáng nhìn thấy được, bức xạ hồng ngoại bị khí quyển hấp thụ mạnh, và khí quyển cũng tạo ra nhiều phát xạ hồng ngoại. Vì thế, các đài quan sát hồng ngoại được đặt ở những địa điểm cao và khô hay trong không gian. Quang phổ hồng ngoại rất hữu dụng khi nghiên cứu các vật thể quá lạnh để có thể phát xạ ra ánh sáng nhìn thấy được, như các hành tinh và đĩa cạnh sao. Các bước sóng hồng ngoại dài hơn cũng có thể xuyên qua vào các đám mây bụi vốn ngăn ánh sáng, cho phép quan sát các ngôi sao trẻ trong các đám mây phân tử và lõi của các thiên hà. Một số phân tử phát xạ mạnh ở dải sóng hồng ngoại, và điều này có thể được sử dụng để nghiên cứu hóa học không gian, cũng như phát hiện ra nước trong các thiên thạch.

### Thiên văn học quang học

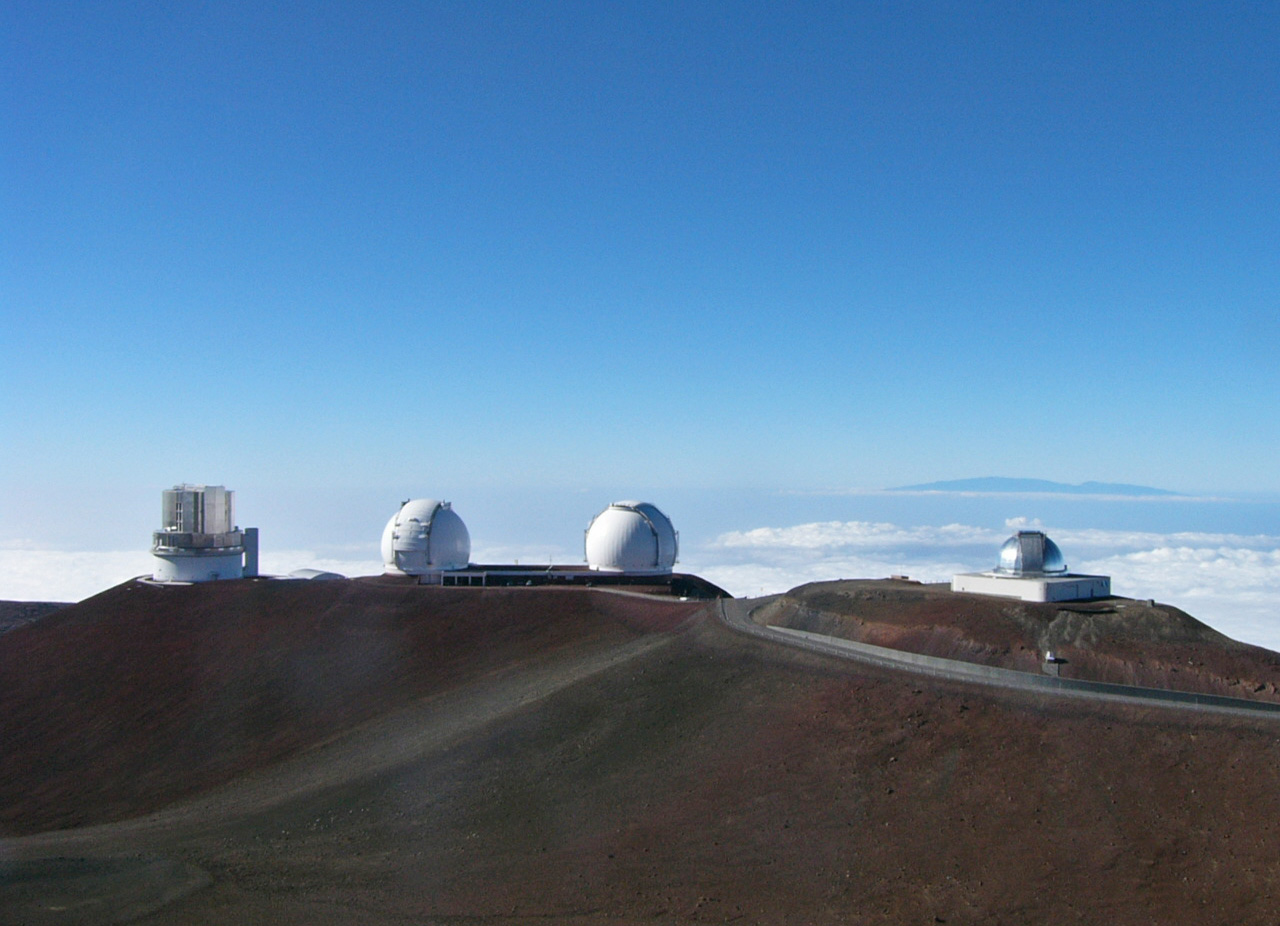
Kính viễn vọng Subaru (bên trái) và Đài quan sát Keck (trung tâm) tại Mauna Kea, chúng là hai ví dụ về một đài quan sát thiên văn hoạt động ở các bước sóng gần hồng ngoại và có thể thấy được. Cơ sở Kính viễn vọng Hồng ngoại NASA (bên phải) là một ví dụ về một kính thiên văn chỉ hoạt động ở các bước sóng gần hồng ngoại.

Về lịch sử, thiên văn học quang học, cũng có thể được gọi là thiên văn học ở ánh sáng nhìn thấy được, là hình thức cổ nhất của thiên văn học. Các hình ảnh quang học ban đầu được vẽ bằng tay. Cuối thể kỷ mười chín và trong hầu hết thế kỷ hai mươi, các hình ảnh được thực hiện bằng thiết bị chụp ảnh.
Các hình ảnh hiện đại sử dụng thiết bị thám sát số, đặc biệt là các thiết bị thám sát sử dụng cảm biến charge-coupled devices (CCD). Dù chính ánh sáng nhìn thấy được kéo dài từ xấp xỉ 4000 Å tới 7000 Å (400 nm tới 700 nm), thiết bị tương tự cũng được sử dụng để quan sát một số bức xạ gần cực tím và gần hồng ngoại.

### Thiên văn học cực tím
Thiên văn học cực tím nói chung được dùng để chỉ những quan sát tại các bước sóng cực tím giữa xấp xỉ 100 và 3200 Å (10 to 320 nm). Ánh sáng ở các bước sóng này bị khí quyển Trái Đất hấp thụ, vì thế những quan sát ở các bước sóng đó phải được tiến hành từ thượng tầng khí quyển hay từ không gian. Thiên văn học cực tím thích hợp nhất để nghiên cứu bức xạ nhiệt và các đường phát xạ từ các ngôi sao xanh nóng (Sao OB) rất sáng trong dải sóng này. Điều này gồm các ngôi sao xanh trong các thiên hà khác, từng là các mục tiêu của nhiều cuộc nghiên cứu cực tím. Các vật thể khác thường được quan sát trong ánh sáng cực tím gồm tinh vân hành tinh, tàn tích siêu tân tinh, và nhân thiên hà hoạt động. Tuy nhiên, ánh sáng cực tím dễ dàng bị bụi liên sao hấp thụ, và việc đo đạc ánh sáng cực tím từ các vật thể cần phải được tính tới số lượng đã mất đi.

### Thiên văn học tia X
Thiên văn học tia X là việc nghiên cứu các vật thể vũ trụ ở các bước sóng tia X. Đặc biệt là các vật thể phát xạ tia X như phát xạ synchrotron (do các electron dao động xung quanh các đường từ trường tạo ra), phát xạ nhiệt từ các khí mỏng (được gọi là phát xạ bremsstrahlung) ở trên 107 (10 triệu) độ kelvin, và phát xạ nhiệt từ các khí dày (được gọi là phát xạ vật thể tối) ở trên 107 độ Kelvin. Bởi các tia X bị khí quyển Trái Đất hấp thụ, toàn bộ việc quan sát tia X phải được thực hiện trên những khí cầu ở độ cao lớn, các tên lửa, hay tàu vũ trụ. Các nguồn tia X đáng chú ý gồm sao kép tia X, pulsar, tàn tích siêu tân tinh, thiên hà elíp, cụm thiên hà, và nhân thiên hà hoạt động.

### Thiên văn học tia gamma
Thiên văn học tia gamma là việc nghiên cứu các vật thể vũ trụ ở các bước sóng ngắn nhất của quang phổ điện từ. Các tia gamma có thể được quan sát trực tiếp bằng các vệ tinh như Đài quan sát Tia Gamma Compton hay bởi các kính viễn vọng đặc biệt được gọi là kính viễn vọng khí quyển Cherenkov. Các kính viễn vọng Cherenkov trên thực tế không trực tiếp thám sát các tia gamma mà thay vào đó thám sát các đám loé bùng của ánh sáng nhìn thấy được tạo ra khi các tia gamma bị khí quyển Trái Đất hấp thụ.
Đa số các nguồn phát xạ tia gamma trên thực tế là các loé bùng tia gamma, các vật thể chỉ tạo ta bức xạ gamma trong vài phần triệu tới vài phần ngàn giây trước khi mờ nhạt đi. Chỉ 10% nguồn tia gamma là các nguồn kéo dài. Những vật thể phát xạ tia gamma bền vững đó gồm các pulsar, sao neutron, và các vật thể bị cho là hố đen như các nhân thiên hà hoạt động.

### Thiên văn học neutrino
Trong thiên văn học neutrino, các nhà thiên văn học sử dụng hệ thống quan sát neutrino đặt ngầm dưới đất như SAGE, GALLEX, và Kamioka II/III để thám sát các neutrino. Các neutrino này chủ yếu có nguồn gốc từ Mặt Trời nhưng cũng có từ các siêu tân tinh.
Các tia vũ trụ gồm các phần tử có năng lượng rất cao có thể phân rã hay bị hấp thụ khi đi vào khí quyển Trái Đất, tạo ra các đợt phân tử. Ngoài ra, một số hệ thống quan sát neutrino tương lai có thể nhạy cảm với các neutrino được tạo ra khi các tia vũ trụ đâm vào khí quyển Trái Đất.

### Các lĩnh vực không dựa trên quang phổ điện từ

LIGO đo được sóng hấp dẫn tại trạm Livingston (phải) và trạm Hanford (trái), tín hiệu này khớp với giá trị dự đoán theo thuyết tương đối rộng.

Ngoài việc phát xạ điện từ, một số vật thể có thể được quan sát từ Trái Đất có nguồn gốc từ những khoảng cách rất xa.
Thiên văn học sóng hấp dẫn là một ngành mới xuất hiện của thiên văn học, nó có mục đích sử dụng các thiết bị thám sát sóng hấp dẫn để thu thập các dữ liệu quan sát về các vật thể nén. Một số cuộc quan sát đã được tiến hành, như Laser Interferometer Gravitational Observatory LIGO, tuy nhiên các sóng hấp dẫn rất khó quan sát. Sau 100 năm Einstein tiên đoán tồn tại sóng hấp dẫn, LIGO đã thu được trực tiếp tín hiệu sóng hấp dẫn lần đầu tiên từ kết quả hai lỗ đen sáp nhập vào ngày 14 tháng 9 năm 2015, và phát hiện này được Quỹ Khoa học Quốc gia (NSF) thông báo trong cuộc họp báo tổ chức ngày 11 tháng 2 năm 2016. Tín hiệu sóng hấp dẫn thứ hai cũng đo được bởi LIGO vào ngày 26 tháng 12 năm 2015 và có thể thêm nhiều tín hiệu nữa đo được trong tương lai nhưng để phát hiện được sóng hấp dẫn đòi hỏi những thiết bị có độ nhạy rất cao.
Thiên văn học hành tinh đã được hưởng lợi từ việc quan sát trực tiếp dưới hình thức tàu vũ trụ và các phi vũ lấy mẫu vật. Chúng gồm các phi vụ bay lướt qua với các cảm biến từ xa; các thiết bị hạ cánh có thể tiến hành thực nghiệm với các vật thể trên bề mặt; các thiết bị nén cho phép cảm biến từ xa vật thể bị chôn vùi phía dưới, và các phi vụ lấy mẫu cho phép thực hiện thí nghiệm trực tiếp trong phòng thí nghiệm.

### Các cơ cấu vũ trụ và phép đo sao
Một trong những lĩnh vực cổ nhất của thiên văn học, và trong mọi ngành khoa học, là việc đo đạc các vị trí của các vật thể vũ trụ. Về mặt lịch sử, hiểu biết chính xác về các vị trí của Mặt Trời, Mặt Trăng các hành tinh và các ngôi sao là kiến thức rất quan trọng trong hoa tiêu thiên văn.
Những đo đạc tỉ mỉ về các vị trí của các hành tinh đã dẫn tới sự hiểu biết chính xác về các nhiễu loạn hấp dẫn, và khả năng xác định các vị trí trong quá khứ và trong tương lai của các hành tinh với độ chính xác rất cao, một lĩnh vực được gọi là các cơ cấu vũ trụ. Gần đây hơn việc thám sát các vật thể gần Trái Đất sẽ cho phép các thực hiện các dự đoán về các vụ va chạm gần, và những vụ va chạm có khả năng diễn ra, với Trái Đất.
Việc đo đạc thị sai sao của các ngôi sao ở gần cung cấp những cơ sở nền tảng cho thang khoảng cách vũ trụ được sử dụng để đo đạc tầm mức vũ trụ. Các đo đạc thị sai của các ngôi sao ở gần cung cấp một cơ sở chắc chắn về các tính chất của các ngôi sao ở xa hơn, bởi các tính chất của chúng có thể được so sánh. Việc đo đạc tốc độ xuyên tâm và chuyển động thực thể hiện động học của các hệ thống đó xuyên qua thiên hà Ngân Hà. Các kết quả đo đạc sao cũng được sử dụng để đo sự phân bố của vật thể tối trong thiên hà.
Trong thập niên 1990, kỹ thuật đo đạc lắc lư sao đã được dùng để thám sát các hành tinh ngoài thái dương hệ lớn quay quanh các ngôi sao ở bên cạnh.

## Thiên văn học lý thuyết
Các nhà thiên văn học lý thuyết sử dụng nhiều loại dụng cụ gồm cả các mô hình phân tích (ví dụ, các polytrope để ước đoán các hoạt động của một ngôi sao) và Phân tích số học máy tính. Mỗi cách đều có một số lợi thế. Các mô hình phân tích của một quá trình nói chung là tốt hơn để có một cái nhìn bên trong sự kiện đang diễn ra. Các mô hình số có thể phát lộ sự tồn tại của hiện tượng và các hiệu ứng không thể quan sát bằng cách khác.
Các nhà lý thuyết trong thiên văn học nỗ lực tạo ra các mô hình lý thuyết và xác định các kết quả quan sát của các mô hình đó. Điều này giúp các nhà quan sát tìm kiếm dữ liệu có thể bác bỏ một mô hình hay giúp lựa chọn giữa nhiều mô hình thay thế hay xung đột lẫn nhau.
Các nhà lý thuyết cũng tìm cách tạo lập hay sửa đổi các mô hình để phù hợp với dữ liệu mới. Trong trường hợp có sự mâu thuẫn, khuynh hướng chung là tìm các thực hiện các sửa đổi nhỏ nhất với mô hình để phù hợp với dữ liệu. Trong một số trường hợp, một lượng lớn dữ liệu không thống nhất theo thời gian có thể dẫn tới sự từ bỏ một mô hình.
Các chủ đề được các nhà thiên văn học lý thuyết nghiên cứu gồm: động lực sao và tiến hóa sao; thành tạo thiên hà; cơ cấu ở tầm mức lớn của các vật thể trong vũ trụ; nguồn gốc các tia vũ trụ; thuyết tương đối rộng và vật lý thiên văn, gồm vũ trụ học dây và vật lý phân tử thiên văn. Thuyết tương đối vật lý thiên văn là một công cụ để xác định các tính chất của các vật thể tầm mức lớn trong đó lực hấp dẫn đóng một vai trò quan trọng trong hiện tượng vật lý được nghiên cứu và như một căn bản cho hố đen (vũ trụ) vật lý và việc nghiên cứu các sóng hấp dẫn.
Một số lý thuyết được chấp nhận và nghiên cứu rộng rãi và các mô hình trong thiên văn học hiệm gồm mô hình Lambda-CDM là Big Bang, lạm phát vũ trụ, vật chất tối, và các lý thuyết nền tảng của vật lý.
Một số ví dụ về quá trình này:
| Quá trình vật lý              | Công cụ thực nghiệm             | Mô hình lý thuyết     | Giải thích / dự đoán                                                  |
| Hấp dẫn                       | Các kính viễn vọng vô tuyến     | Hệ thống tự hấp dẫn   | Sự xuất hiện của một hệ sao                                           |
| Tổng hợp hạt nhân             | Quang phổ học                   | Tiến hóa sao          | Các ngôi sao toả sáng như thế nào và tại sao kim loại được hình thành |
| Big Bang                      | Kính viễn vọng thiên văn Hubble | Vũ trụ mở rộng        | Tuổi vũ trụ                                                           |
| Các dao động lượng tử         |                                 | Lạm phát vũ trụ       | Vấn đề phẳng                                                          |
| Sụp đổ hấp dẫn                | Thiên văn học tia X             | Thuyết tương đối rộng | Các hố đen ở trung tâm thiên hà Tiên Nữ                               |
| Chu kỳ CNO trong các ngôi sao |                                 |                       |                                                                       |

Vật chất tối và năng lượng tối là các chủ đề hiện tại trong thiên văn học, bởi sự khám phá ra chúng và nguồn gốc bị tranh cãi của chúng trong việc nghiên cứu các thiên hà.

## Các lĩnh vực nhỏ chuyên biệt của thiên văn học

### Thiên văn học Mặt Trời
Ở khoảng cách khoảng tám phút ánh sáng, ngôi sao thường được nghiên cứu nhất là Mặt Trời, một ngôi sao lùn căn bản trong dãy chính của lớp sao G2 V, và có khoảng 4.6 tỷ năm tuổi. Mặt Trời được coi là một ngôi sao biến quang, nhưng nó có trải qua các thay đổi theo chu kỳ trong hoạt động được gọi là chu kỳ Mặt Trời. Đây là một sự dao động với chu kỳ 11 năm trong số lượng vết đen Mặt Trời. Các vết đen Mặt Trời là các vùng có nhiệt độ thấp hơn trung bình và gắn liền với hoạt động từ trường mãnh liệt.

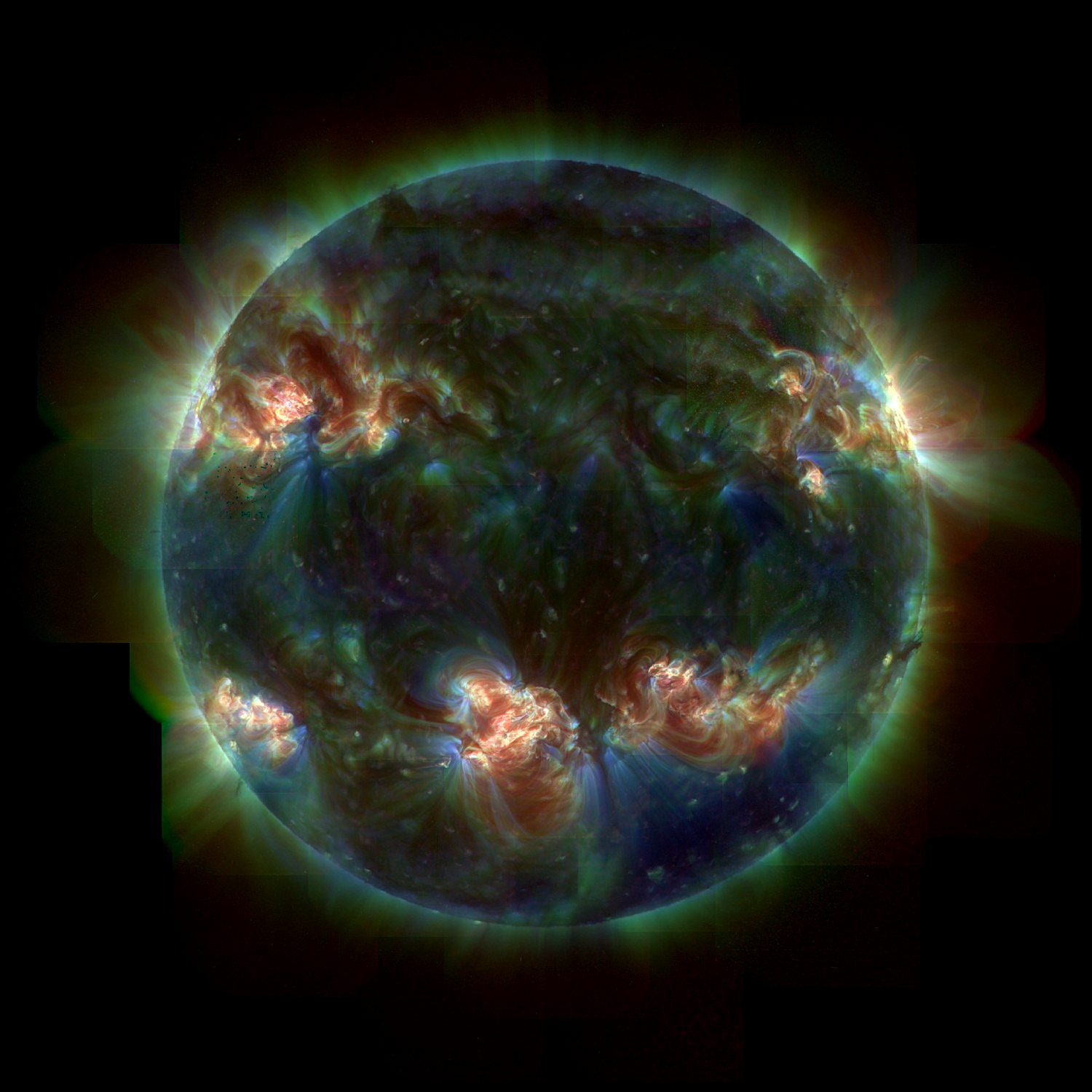
Một hình ảnh cực tím về hoạt động quyển sáng của Mặt Trời bởi kính viễn vọng TRACE. ảnh NASA.

Mặt Trời có độ sáng tăng đều trong suốt cuộc đời nó, tăng 40% từ khí nó lần đầu tiên trở thành một ngôi sao dãy chính. Mặt Trời cũng trải qua các thay đổi độ sáng theo chu kỳ có thể tác động mạnh tới Trái Đất. Ví dụ, tối thiểu Maunder, được cho là đã gây ra hiện tượng Băng hà ngắn trong thời Trung Cổ.
Bề mặt nhìn thấy được bên ngoài Mặt Trời được gọi là quang cầu. Trên lớp này là một vùng mỏng được gọi là sắc quyển. Nó được bao quạnh bởi một vùng chuyển tiếp với nhiệt độ tăng lên nhanh chóng, tiếp sau đó là một quầng siêu nóng.
Ở trung tâm Mặt Trời là vùng lõi, một khối lượng nhiệt độ và áp lực đủ để phản ứng tổng hợp hạt nhân diễn ra. Bên trên lõi là vùng bức xạ, nơi plasma truyền dòng năng lượng bằng các phương tiện bức xạ. Các lớp bên ngoài tạo thành một vùng đối lưu nơi vật liệu khí chuyển năng lượng chủ yếu thông qua việc dời chuyển vật lý của khí. Mọi người tin rằng vùng đối lưu này tạo ra hoạt động từ, từ đó tạo ra các vết đen Mặt Trời.
Gió Mặt Trời là các dòng phân tử plasma liên tục thoát ra ngoài Mặt Trời tới khi nó tới heliopause. Gió Mặt Trời tương tác với từ quyển của Trái Đất để tạo nên các vánh đai bức xạ Van Allen, cũng như cực quang nơi các dòng của từ trường Trái Đất đi xuống vào trong khí quyển.

### Khoa học hành tinh
Lĩnh vực thiên văn học này nghiên cứu sự tập hợp của các hành tinh, vệ tinh, hành tinh lùn, sao chổi, thiên thạch, và các vật thể quay xung quanh Mặt Trời, cũng như các hành tinh ngoài hệ Mặt Trời. Hệ Mặt Trời đã được nghiên cứu khá kỹ, ban đầu bằng các kính viễn vọng và sau này bởi các tàu vũ trụ. Điều này đã cung cấp một sự hiểu biết tổng thế khá tốt về sự thành tạo và tiến hóa của hệ hành tinh này, dù nhiều phát hiện mới vẫn đang diễn ra.

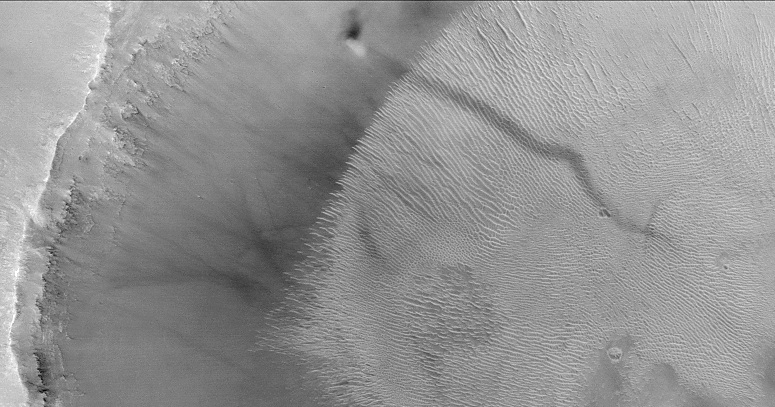
Đốm đen ở đỉnh là một bụi quỷ bên trên một "bức tường" hố va chạm trên Sao Hỏa. Cột xoáy và chuyển động này của khí quyển Sao Hỏa (có thể so sánh với một trận cuồng phong trên Trái Đất) tạo ra sọc dài và tối. Hình: NASA.

Hệ Mặt Trời được phân chia nhỏ thành các hành tinh bên trong, vành đai tiểu hành tinh, và các hành tinh bên ngoài. Các hành tinh kiểu Trái Đất gồm Sao Thủy, Sao Kim, Trái Đất, và Sao Hoả. Các hành tinh khí khổng lồ bên ngoài là Sao Mộc, Sao Thổ, Sao Thiên Vương, và Sao Hải Vương. Bên ngoài Sao Hải Vương là Vành đai Kuiper, và cuối cùng là đám Mây Oort, có thể mở rộng xa tới một năm ánh sáng.
Các hành tinh được thành tạo bởi một đĩa tiền hành tinh bao quanh Mặt Trời buổi đầu. Thông qua một quá trình gồm lực hút hấp dẫn, va chạm và bồi tụ, đĩa hình thành các cụm vật chất, cùng với thời gian, trở thành các tiền hành tin. Áp lực bức xạ của gió Mặt Trời sau đó đã đẩy hầu hết vật chất không bồi tụ, và chỉ các hành tinh có đủ khối lượng mới giữ được khí quyển của chúng. Các hành tinh tiếp tục quét sạch, hay đẩy đi, số vật chất còn lại trong một quá trình ném bom dày đặc, với bằng chứng là nhiều hố va chạm trên Mặt Trăng. Trong giai đoạn này, một số tiền hành tinh có thể đã va chạm nhau, dẫn tới lý thuyết về sự hình thành của Mặt Trăng.
Khi các hành tinh đã có đủ khối lượng, các vật chất với mật độ khác nhau cô lập bên trong, trong sự phân biệt hành tinh. Quá trình này có thể tạo thành một lõi đá hay kim loại, được bao quanh bởi một lớp áo và một bề mặt bên ngoài. Lõi có thể gồm các vùng rắn và lỏng, và một số lõi hành tinh tạo ra từ trường của riêng nó, có thể bảo vệ khí quyển của nó khỏi sự tước đoạt của gió Mặt Trời.
Sức nóng bên trong của hành tinh hay vệ tinh được tạo ra từ các va chạm, các vật liệu phóng xạ (ví dụ uranium, thorium, và 26Al), hay nhiệt thủy triều. Một số hành tinh và vệ tinh tích tụ đủ nhiệt để tạo ra các quá trình địa chất như hoạt động núi lửa và kiến tạo. Những hành tinh và vệ tinh tích tụ hay giữ được một khí quyển cũng có thể trải qua sự xói mòn bề mặt bởi gió và nước. Các vật thể nhỏ hơn, không có nhiệt thủy triều, lạnh đi nhanh chóng; và hoạt động địa chất của chúng ngừng loại ngoại trừ khi có sự kiện va chạm.

### Thiên văn học sao

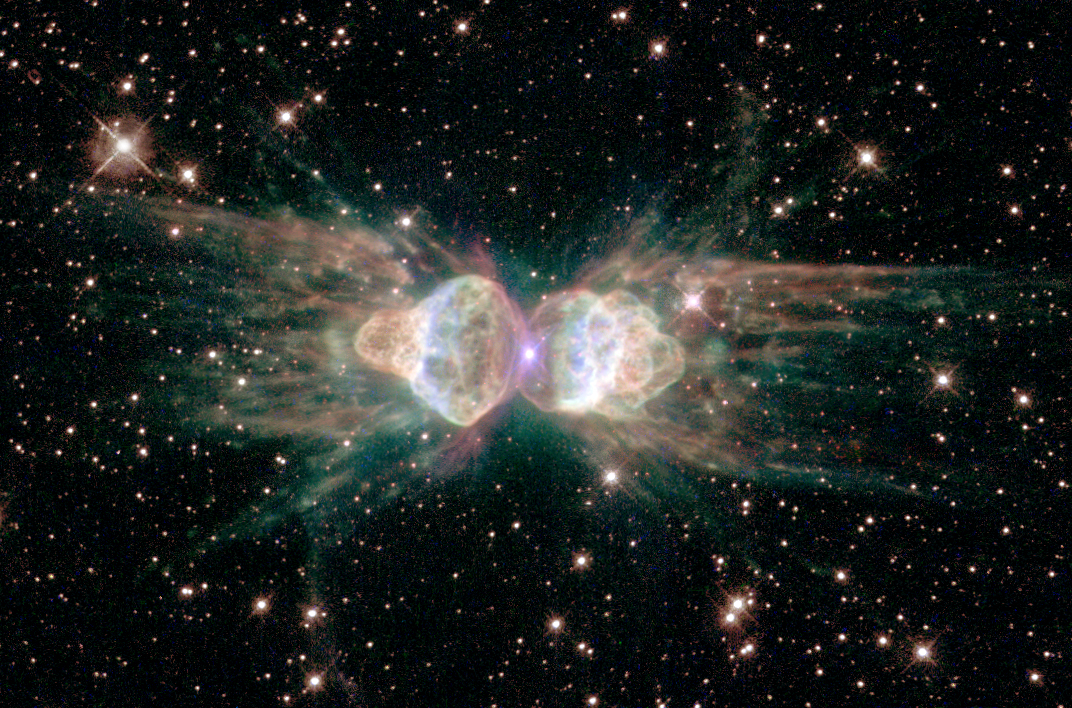
Tinh vân Con kiến. Sự phun ra khí từ tâm đang chết của ngôi sao cho thấy những mô hình đối xứng không giống các mô hình hỗn loạn hay các vụ nổ thông thường.

Việc nghiên cứu các ngôi sao và quá trình tiến hóa sao là nền tàng của sự hiểu biết vũ trụ của con người. Vật lý vũ trụ về các ngôi sao đã được quyết định thông qua việc quan sát và hiểu biết lý thuyết; và từ các mô hình giả lập máy tính phần bên trong.
Sự thành tạo sao xảy ra tại các vùng đặc có nhiều khí và bụi, được gọi là các đám mây phân tử lớn. Khi mất ổn định, các mảnh đám mây có thể sụp đổ dưới ảnh hưởng của trọng lực, để hình thành nên một tiền sao. Với một lõi có độ đặc, nhiệt độ đủ sẽ tạo ra phản ứng tổng hợp hạt nhân, và tạo nên một ngôi sao dãy chính.
Hầu hết các nguyên tố nặng hơn hydro và heli được tạo ra bên trong lõi các ngôi sao.
Các tính chất của ngôi sao được hình thành phụ thuộc chủ yếu vào khối lượng ban đầu của nó. Ngôi sao càng có khối lượng lớn, càng tạo ra nhiều ánh sáng, và càng tiêu thụ nhanh chóng nhiên liệu hạt nhân trong lõi. Cùng với thời gian, nhiên liệu hạt nhân bị biến đổi hoàn toàn thành heli, và ngôi sao bắt đầu tiến hóa. Phản ứng tổng hợp heli đòi hỏi nhiệt độ cao trong lõi, vì thế ngôi sao vừa mở rộng về kích thước vừa tăng mật độ trong lõi. Kết quả là ngôi sao khổng lồ đỏ có tuổi thọ ngắn, trước khi nhiên liệu heli đến lượt nó cũng bị sử dụng. Các ngôi sao có khối lượng rất lớn có thể trải qua một loạt phase tiến hóa giảm dần, bởi chúng ngày càng nấu chảy nhiều nguyên tố nặng.
Số phận cuối cùng của ngôi sao phụ thuộc vào khối lượng của nó, với những ngôi sao có khối lượng lớn hơn khoảng 8 lần khối lượng Mặt Trời, nó sẽ trở thành siêu tân tinh sụp đổ lõi; trong khi các ngôi sao nhỏ hơn hình thành nên các tinh vân hành tinh, và phát triển thành các sao lùn trắng. Tàn tích của một siêu tân tinh là một sao neutron đặc, hay nếu khối lượng sao ít nhất gấp ba lần khối lượng Mặt Trời, là một lỗ đen. Những ngôi sao kép ở gần nhau có thể đi theo những con đường tiến hóa phức tạp, như chuyển đổi khối lượng trở thành một ngôi sao lùn trắng đồng hành và có khả năng tạo ra một siêu tân tinh. Tinh vân hành tinh và siêu tân tinh là cần thiết cho sự phân bố kim loại vào không gian liên sao; không có chúng, mọi ngôi sao mới (và hệ thống hành tinh của chúng) sẽ chỉ được tạo thành từ hydro và heli.

### Thiên văn học thiên hà

Kết cấu được quan sát của những cánh tay xoắn ốc của Ngân Hà.

Hệ Mặt Trời chuyển động trên quỹ đạo trong Ngân Hà, một thiên hà xoắn ốc kẻ vạch là một thành viên lớn của Nhóm Địa phương của các thiên hà. Nó là một khối lượng khí, bụi, sao và các vật thể quay tròn, được giữ cùng nhau bằng sự hấp dẫn trọng lượng lẫn nhau. Bởi Trái Đất nằm bên trong các cánh tay bụi bên ngoài, có một tỷ lệ lớn Ngân Hà không thể được quan sát từ Trái Đất.
Trong trung tâm Ngân Hà là lõi, một chỗ lồi hình thanh với cái được tin là một hố đen siêu khối lượng ở trung tâm. Nó được bao quanh bởi bốn cánh tay chính có hình xoắn ốc từ lõi. Đây là một vùng thành tạo sao tích cực chứa nhiều sao dân số sao cấp I. Đĩa được bao quanh bởi một vòng sáng hình cầu với các ngôi sao dân số sao cấp II già hơn, cũng như những khu vực tập trung sao với mật độ khá dày được gọi là các cụm sao cầu.
Giữa các ngôi sao là không gian liên sao, một vùng có vật chất thưa thớt. Tại các vùng có mật độ lớn nhất, các đám mây phân tử của phân tử hydro và các nguyên tố khác tạo ra các vùng thành tạo sao. Chúng khởi đầu như các đĩa tinh vân bất thường, cô đặc lại và sụp đổ (về khối lượng được xác định bởi độ dài Jeans) để hình thành nên các tiền sao đặc.
Khi các ngôi sao có khối lượng lớn xuất hiện, chúng chuyển đám mây thành một vùng H II của khí và plasma sáng. gió sao và các vụ nổ siêu tân tinh từ các ngôi sao đó cuối cùng làm tan rã đám mây, thường để lại một hay nhiều cụm mở của các ngôi sao. Các cụm này dần tan rã, và các ngôi sao gia nhập vào dân số của Ngân Hà.
Các cuộc nghiên cứu động học của vật chất trong Ngân Hà và các thiên hà khác đã chứng minh rằng có nhiều khối lượng có thể được tính toán cho vật thể nhìn thấy được. Một quầng vật thể tối dường như thống trị khối lượng, dù tính chất của vật thể tối này vẫn chưa được xác định.

### Thiên văn học ngoài thiên hà
Việc nghiên cứu các vật thể bên ngoài Ngân Hà là một nhánh của thiên văn học liên quan tới sự hình thành và tiến hóa của các thiên hà; hình thái học của chúng và xếp hạng; và sự xác định các nhân thiên hà hoạt động, và các nhóm và cụm thiên hà. Việc xác định các thiên hà hoạt động và các nhóm và cụm thiên hà là quan trọng để hiểu được cơ cấu tầm mức lớn của vũ trụ.

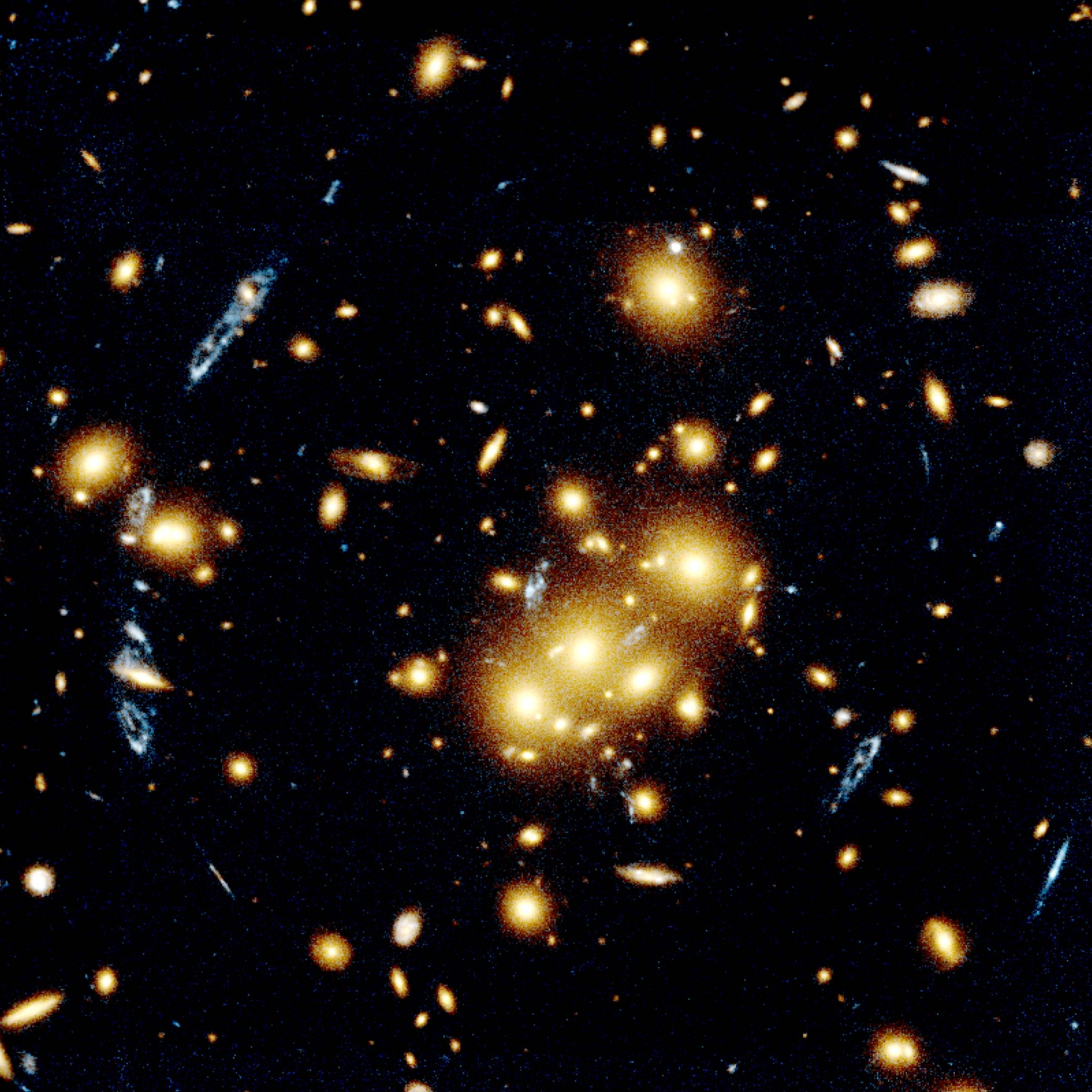
Hình này thể hiện nhiều vật thể xanh có hình vòng là những hình ảnh chồng của cùng một thiên hà, bị nhân lên bởi hiệu ứng thấu kính hấp dẫn của cụm các thiên hà màu vàng gần trung tâm hỉnh. Thấu kính được tạo ra bởi trường hấp dẫn trọng lượng của cụm uốn cong ánh sáng khiến nó khuếch đại và bóp méo hình của một vật thể ở xa.

Hầu hết thiên hà được tổ chức thành các hình khác biệt cho phép thực hiện các mô hình xếp hạng. Thường chúng được chia thành thiên hà xoắn ốc, thiên hà elip và thiên hà bất thường.
Như cái tên cho thấy, một thiên hà elíp có hình dạng mặt cắt của một elíp. Các ngôi sao di chuyển theo các quỹ đạo ngẫu nhiên và không có hướng ưu tiên. Các thiên hà này chứa ít hay không chứa bụi liên sao; ít vùng thành tạo sao; và nói chung gồm các ngôi sao già. Các thiên hà elíp thường được tìm thấy ở trung tâm các cụm thiên hà, và có thể từng được thành lập thông qua sự hòa trộn các thiên hà lớn.
Một thiên hà xoắn ốc được tổ chức thành một đĩa xoay, phẳng, thường với một chỗ phồng hay thanh lớn ở trung tâm, và các cánh tay sáng hình vệt xoắn ốc ra bên ngoài. Các cánh tay này là vùng bụi thành tạo sao nơi nhiều ngôi sao trẻ được tạo ra như những chấm nhỏ màu xanh. Các thiên hà xoắn ốc nói chung được bao quanh bởi một quầng sao già. Cả Ngân Hà và thiên hà Tiên Nữ đều là các thiên hà xoắn ốc.
Các thiên hà bất thường thường có hình thái hỗn loạn, và không có hình xoắn ốc cũng như elíp. Khoảng một phần tư các thiên hà là thiên hà bất thường, và các hình dạng kỳ lạ của các thiên hà đó có thể là kết của sự tương tác hấp dẫn.
Một thiên hà hoạt động là một thành tạo phát ra một lượng lớn năng lượng của nó từ một nguồn ngoài các ngôi sao, bụi và khí; và được cấp năng lượng bởi một vùng nén tại lõi, thường được cho là một hố đen khối lượng siêu lớn phát ra bức xạ từ vật liệu rơi vào đó.
Một thiên hà vô tuyến là một thiên hà hoạt động rất sáng ở phần quang phổ vô tuyến, và phát ra nhiều chùm hay vấu khí. Các thiên hà hoạt động phát ra bức xạ năng lượng cao gồm các thiên hà Seyfert, các Quasar, và các blazar. Quasar được cho là các vật thể sáng ổn định nhất trong vũ trụ đã được biết tới.
Kết cấu có tầm mức lớn của vũ trụ được thể hiện bởi các nhóm và cụm thiên hà. Kết cấu này được tổ chức trong một hệ thống cấp bậc của các nhóm, với hệ lớn nhất là các siêu cụm. Vật chất chung được thành tạo trong các sợi và các bức tường, để lại những khoảng trống ở giữa.

### Vũ trụ học
Vũ trụ học (từ từ tiếng Hy Lạp κοσμος "thế giới, vũ trụ" và λογος "từ, nghiên cứu") có thể được coi là việc nghiên cứu vũ trụ như một tổng thể.
Các quan sát cấu trúc tầm mức lớn của vũ trụ, một nhánh được gọi là vật lý vũ trụ, đã cung cấp một hiểu biết sâu về sự thành tạo và tiến hóa của vũ trụ. Nền tảng cho vũ trụ học hiện đại là lý thuyết big bang được chấp nhận rộng rãi, theo đó vũ trụ khởi đầu tại một điểm duy nhất trong thời gian, và sau đó mở rộng trong 13,7 tỷ năm để trở thành như hiện tại. Ý tưởng Big Bang có thể được truy nguyên dấu vết từ sự khám phá bức xạ vi sóng vũ trụ năm 1965.
Trong quá trình mở rộng này, vũ trụ trải qua nhiều giai đoạn tiến hóa. Ở những khoảnh khắc đầu tiên, lý thuyết cho rằng vũ trụ trải qua một giai đoạn lạm phát vũ trụ rất nhanh chóng, làm đồng nhất các điều kiện khởi đầu. Sau đó, sự tổng hợp hạt nhân Big Bang tạo ra sự phong phú nguyên tố của vũ trụ buổi đầu. (Xem thêm: Niên đại hạt nhân vũ trụ).
Khi các nguyên tử đầu tiên hình thành, vũ trụ trở nên trong suốt với bức xạ, nhả ra năng lượng có thể được thấy hiện nay ở dạng màn bức xạ vi sóng. Vụ trụ mở rộng sau đó trải qua một Thời kỳ Tối vì sự thiếu hụt các nguồn năng lượng sao.
Một cơ cấu cấp bậc vật chất bắt đầu hình thành từ những sự thay đổi trong thời gian ngắn trong mật độ khối lượng. Vật chất tích tụ trong những vùng đặc nhất, hình thành nên các đám mây khí và những ngôi sao đầu tiên. Những ngôi sao lớn này gây ra quá trình tái tổ chức và được cho là đã tạo ra nhiều nguyên tố nặng trong vũ trụ buổi đầu và thường có xu hướng phân rã trở lại thành các nguyên tố nhẹ hơn mở rộng chu kỳ.
Những sự tích tụ hấp dẫn tập trung thành các sợi, để lại các khoảng trống trong các lỗ hổng. Dần dần, các tổ chức khí và bụi hòa trộn để hình thành nên các thiên hà nguyên thủy đầu tiên. Cùng với thời gian, chúng lôi kéo vào trong thêm nhiều vật chất và thường được tổ chức thành các nhóm và cụm thiên hà, sau đó thành các siêu cụm ở tầm mức lớn.
Nền tảng của cơ cấu của vụ trụ là sự tồn tại của vật chất tối và năng lượng tối. Chúng hiện được cho là các thành phần chiếm ưu thế, tạo ra 96% mật độ vũ trụ. Vì lý do này, nhiều nỗ lực đã được thực hiện nhằm tìm hiểu tính chất vật lý của các thành phần đó.

## Các nghiên cứu đa lĩnh vực
Thiên văn học và vật lý vũ trụ đã phát triển khá nhiều kết nối đa lĩnh vực với các lĩnh vực khoa học khác. Khảo cổ thiên văn học là việc nghiên cứu thiên văn học truyền thống hay cổ đại trong bối cảnh văn hóa của chúng, sử dụng bằng chứng khảo cổ và nhân loại. Sinh vật học vũ trụ là việc nghiên cứu sự xuất hiện và tiến hóa của các hệ sinh thái trong vũ trụ, với sự nhấn mạnh đặc biệt trên khả năng về sự sống ngoài Trái Đất.
Việc nghiên cứu các hóa chất được tìm thấy trong vũ trụ, gồm sự thành tạo, tương tác và phá huỷ của chúng, được gọi là hóa học thiên thể (Astrochemistry). Các chất đó thường được tìm thấy trong các đám mây phân tử, dù chúng có thể xuất hiện trong những ngôi sao nhiệt độ thấp, sao lùn nâu và các hành tinh. Hóa học vũ trụ là việc nghiên cứu các hóa chất được tìm thấy bên trong hệ Mặt Trời, gồm cả các nguồn gốc của các nguyên tố và các biến đổi trong các tỷ lệ đồng vị. Cả hai lĩnh vực này đều có sự trùng lặp trong phương pháp thiên văn học và hóa học.

## Thiên văn học nghiệp dư

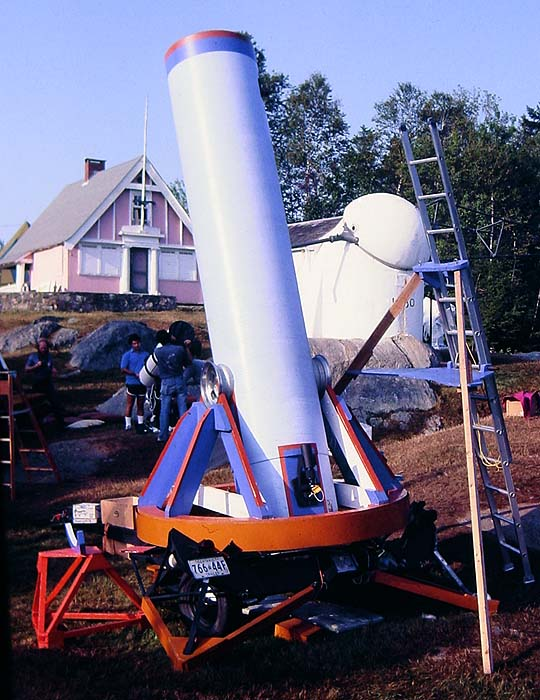
Các nhà thiên văn nghiệp dư có thể chế tạo thiết bị của riêng mình, và có thể tổ chức các bữa tiệc sao, như kiểu câu lạc bộ Stellafane.

Thiên văn là một trong những ngành khoa học mà những người nghiệp dư có thể đóng góp nhiều nhất.
Nói chung, các nhà thiên văn học nghiệp dư quan sát nhiều loại vật thể và hiện tượng vũ trụ thỉnh thoảng bằng thiết bị tự chế. Các mục tiêu thông thường của các nhà thiên văn nghiệp dư gồm Mặt Trăng, các hành tinh, các ngôi sao, sao chổi, mưa sao băng và nhiều loại vật thể sâu trong vũ trụ như các cụm sao, thiên hà hay tinh vân. Một nhánh của thiên văn nghiệp dư, chụp ảnh vũ trụ nghiệp dư, liên quan tới việc chụp ảnh bầu trời đêm. Nhiều người nghiệp dư muốn chuyên biệt trong quan sát các vật thể đặc biệt, các kiểu vạt thể hay các kiểu sự kiện làm họ quan tâm.
Đa số nhà thiên văn nghiệp dư làm việc ở các bước sóng nhìn thấy được, nhưng một cộng đồng nhỏ làm việc với các bước sóng bên ngoài quang phổ nhìn thấy được. Điều này gồm việc sử dụng các thiết bị lọc hồng ngoại trên các kính viễn vọng thông thường, và việc sử dụng các kính viễn vọng vô tuyến. Người đi đầu trong thiên văn vô tuyến nghiệp dư là Karl Guthe Jansky, ông đã bắt đầu quan sát bầu trời ở những bước sóng vô tuyến từ thập niên 1930. Một số nhà thiên văn nghiệp dư sử dụng các kính viễn vọng tự làm hay các kính viễn vọng vô tuyến ban đầu được sản xuất cho nghiên cứu thiên văn nhưng hiện các nhà thiên văn nghiệp dư đã có thể tiếp cận (ví dụ như Kính viễn vọng Một Dặm).
Các nhà thiên văn nghiệp dư tiếp tục thực hiện các đóng góp khoa học trong lĩnh vực thiên văn. Quả thực, đây là một trong số ít ngành khoa học nơi những người nghiệp dư vẫn có thể có những đóng góp quan trọng. Những người nghiệp dư có thể thực hiện đo đạc che khuất được dùng để tinh chỉnh các quỹ đạo của các hành tinh nhỏ. Họ cũng có thể khám phá các sao chổi, và thực hiện những quan sát thường xuyên với các ngôi sao biến đổi. Những cải tiến trong kỹ thuật số đã cho phép những người nghiệp dư thực hiện những tiến bộ quan trọng trong lĩnh vực chụp ảnh vũ trụ.

## Những vấn đề lớn của thiên văn học
Dù lĩnh vực khoa học thiên văn đã có bước phát triển lớn trong việc tìm hiểu bản chất vũ trụ và nội dung của nó, vẫn còn một số vấn đề chưa được giải quyết. Những câu trả lời cho chúng có thể đòi hỏi những công cụ mới trên mặt đất và trong không gian, và có thể những phát triển mới trong vật lý lý thuyết và thực nghiệm.
- Cái gì là nguồn gốc của quang phổ khối lượng sao? Có nghĩa, tại sao các nhà thiên văn học quan sát cùng sự phân bố các khối lượng sao chức năng khối lượng ban đầu rõ ràng không quan tâm tới các điều kiện ban đầu?[68] Cần có một sự hiểu biết sâu hơn về sự thành tạo sao và hành tinh.
- Có sự sống trong vũ trụ không? Đặc biệt, có sự sống thông minh khác không? Nếu có, đâu là sự giải thích cho nghịch lý Fermi? Sự tồn tại của sự sống ở một nơi nào đó có những hàm ý khoa học và triết học quan trọng.[69][70]
- Đâu là bản chất của vật chất tối và năng lượng tối? Chúng thống trị sự tiến hóa và số phận vũ trụ, quả thực con người vẫn chưa chắc chắn về các bản chất thực của chúng.[71]
- Tại sao những hằng số vật lý lại hài hòa như vậy tới mức chúng cho phép sự tồn tại của sự sống? Chúng có thể là kết quả của sự lựa chọn tự nhiên của vũ trụ không? Cái gì gây ra lạm phát vũ trụ đã tạo ra vũ trụ đồng nhất?
- Đâu là số phận cuối cùng của vũ trụ?[72]

## Năm thiên văn học quốc tế 2009
Trong cuộc họp Đại hội đồng lần thứ 62 của Liên Hợp Quốc, năm 2009 đã được công bố là Năm Thiên văn Quốc tế (IYA2009), với nghị quyết được chính thức hóa ngày 20 tháng 12 năm 2008. Một sự phối hợp toàn cầu do Hiệp hội Thiên văn Quốc tế (IAU) bố trí, nó đã được UNESCO—cơ quan của Liên Hợp Quốc chịu trách nhiệm về các vấn đề giáo dục, khoa học và văn hóa—tán đồng. Năm Thiên văn Quốc tế 2009 được dự định trở thành một lễ hội toàn cầu về thiên văn học và những đóng góp của nó vào xã hội và văn hóa, khơi dậy sự quan tâm toàn cầu không chỉ với thiên văn và cả khoa học nói chung, với sự nhấn mạnh vào thanh niên.